# Todos tenemos un muerto en el placard o un hijo en el closet
Todos tenemos un muerto en el placard o un hijo en el closet (lanzada internacionalmente como A Skeleton in The Closet) es una película argentina de comedia dramática de 2021 dirigida por Nicolás Teté. Fue estrenada originalmente en el OUTshine LGBTQ+ Film Festival de Miami. Es pprotagonizada por Facundo Gambandé, María Fernanda Callejón, Lucas Ferraro y Norma Argentina.
Cuenta con la distribución de TLA releasing para Estados Unidos y Reino Unido. En Francia se la conoce con el título Des secrets dans le placard y es distribuida por Optimale. Las ventas internacionales las realiza la empresa española Feel Content. La película fue estrenada en salas de Argentina el 12 de agosto del 2021

## Sinopsis
Manuel viaja a su ciudad natal para el aniversario de boda de sus padres buscando conseguir dinero y poder irse a vivir con su novio a Dinamarca. Al llegar a la casa de su familia su novio lo deja y entra en crisis con su vida. El viaje sirve para despertar problemas familiares: la no aceptación de su sexualidad, el enojo del padre porque nadie quiere ocuparse de la fábrica de pastas familiar y especialmente conocer un secreto de su hermano.

## Reparto
- Facundo Gambandé como Manuel.
- María Fernanda Callejón como Clara.
- Diego De Paula como Luis.
- Antonella Ferrari como  Clari.
- Mateo Giuliani como Luisito.
- Lucas Ferraro como Martín.
- Pablo Valdés como Facu.
- Norma Argentina como Clarita.
- Ramiro Delgado como  Máximo.
- Abril Beltran como Laura

## Festivales
El work in progress de la película resultó ganador de dos premios en el Festival internacional de cine de Guadalajara en la sección Guadalajara construye. Desde agosto del 2020 la película se encuentra realizando sus presentaciones en festivales de cine antes del estreno oficial. Participó de festivales internacionales como: OUTshine LGBTQ+ Film Festival (Miami and Fort Lauderdale), Reeling Chicago LGBTQ+ International Film Festival, Cinema Diverse: The Palm Springs LGBTQ Film Festival, ImageOut - The Rochester LGBTQ Film Festival, Cheries Cheries - Paris Gay and Lesbian Film Festival, LesgaicineMad (Madrid, España), Sao Paulo Latino (Brasil), Pride Queer 2021 (West Australia), Roze Filmdagen 2021, Seoul Pride Film Festival, 29th San Diego Latino Film Festival, Outfest Perú 2022 y Festival de cine del mar (Uruguay). Resultó ganadora del premio del público en Pride Queer film festival y Festival JocK et QueerScreen font leur cinéma en Francia. También resultó ganadora del premio Mejor Película de ficción en el 17 Festival Internacional de Cine LesbiGayTrans y Mejor largometraje de ficción extranjera en el 11 International Queer Film Festival Playa del Carmen. 

## Críticas
La película está cosechando buenas críticas del público y de medios especializados. Se destaca mucho la actuación del protagonista y el elenco. En el sitio español Cinemagavia por ejemplo: Su reparto es notable, aunque destacan, sobre todo, Facundo Gambandé, Antonella Ferrari y María Fernanda Callejón, con ese histrionismo necesario. Después de ver Todos tenemos un muerto en el placard o un hijo en el clóset se puede comprobar lo necesarias que son esas comedias románticas, que no emergen desde un dramatismo más duro y crudo. y en el sitio Dos Manzanas también se encuentra una buena crítica: ‘’Ofrece una importante reflexión sobre la crisis de identidad que ser gay puede acarrear incluso cuando, técnicamente, ya se ha conseguido la aceptación. Una actuación entrañable de Facundo Gambande’’